# Elny
Elny eller Elni en svensk kortform av det grekiska namnet Helena. Det äldsta belägget i Sverige är från år 1865 för Elni och från 1927 för Elny .
Den 31 december 2014 fanns det totalt 50 kvinnor folkbokförda i Sverige med namnet Elny eller Elni, varav 24 bar det som tilltalsnamn.
Namnsdag: saknas